# Messverstärker
Mit einem Messverstärker werden elektrische Größen gefiltert, linearisiert, verstärkt, normiert und in Bezug zur Masse gesetzt. So aufbereitet können die Ausgangssignale von Sensoren unterschiedlicher Hersteller als Einheitssignal transportiert und weiterverarbeitet werden, zum Beispiel in der Forschung, Medizintechnik, Gebäudeleittechnik, bei Fertigungsprozessen, zur Überwachung und Alarmierung bei Grenzwertverletzungen, sowie zur Aufzeichnung von Messwerten für die Qualitätssicherung. Sehr häufig findet man spezielle und hochwertige Messverstärker in Messlabors und Forschungsinstituten.
Die analogen Signale von Kraftaufnehmern, Dehnungsmessstreifen, Widerstandsmessbrücken, aber auch Ströme, Spannungen und Frequenzen weiterer Sensoren werden mit Messverstärkern für verschiedenste Mess-, Regel- und Steuerungsaufgaben aufbereitet und häufig an Steuerungsrechnern oder PCs ausgewertet.
Messverstärker bestehen üblicherweise aus mehreren Verstärker- und Filterschaltungen, die das Signal aufbereiten, einem Messumformer zur Normierung des Messsignals, sowie eventuell einem nachgeschalteten Schaltverstärker, der Alarmfunktionen zur Verfügung stellt. Oft sind Messverstärker auch mehrkanalig aufgebaut, sodass mehrere Signale zusammen erfasst und umgeformt werden.

## Einsatzkriterien und Kalibrierung von Messverstärkern
- Bauform, zum Beispiel 19"-Technik, Hutschiene, Einbau in Sensorgehäuse
- Ausgangsgröße – Normsignal, Spannungsbereich, Stromsignal
- Messbereich, eventuell einstellbar oder programmierbar
- Nullpunkteinstellung – Kalibrierbarkeit
- Abgleich des Verstärkungsfaktors – Kalibrierbarkeit
- Langzeitdriftverhalten, eventuell künstliche Voralterung
- Filterung von Störgrößen – EMV Verhalten
- Umwelteinflüsse, zum Beispiel Staub, Wasser, Feuchtigkeit
- Einstellbarkeit von Alarm- und Grenzwerten